# Alexeï Didenko
Pour les articles homonymes, voir Didenko.
Alexeï Nikolaïevitch Didenko (Rus. Алексей Николаeвич Диденко), né le 30 mars 1983 à Pochapintsy, Ukraine, est un homme politique russe.
De 2007 à 2010, il était adjoint de la Douma de l'oblast de Tomsk. Depuis 2011, il est député à la Douma d'État. Il est membre du Parti libéral-démocrate de Russie,.

## Biographie

### Jeunesse
Alexeï Didenko est né le 30 mars 1983 dans le village de Pochapintsy dans la région de Lyssianka de l'Ukraine. Alexeï Didenko a ensuite déménagé avec sa famille à Tomsk où il a fréquenté l'école secondaire de 1990 à 1993. Il est diplômé de l'école classique russe n ° 2 en 2000.

### Éducation
En 2005, Didenko est diplômé de l'Institut de droit de l'Université d'État de Tomsk. Dans la même année, il est devenu le coordinateur de la branche régionale de Tomsk du Parti libéral-démocrate de Russie.

## Distinctions
- Médaille « Pour le retour de la Crimée »
- Médaille de participation à l'opération militaire en Syrie
- Médaille de l'Ordre de l'Amitié
- Ordre du Mérite pour la Patrie - 2e classe
- Certificat du mérite du président de la fédération de Russie